# Дара Торрес
Дара Торрес  (англ. Dara Torres, 15 квітня 1967) — американська плавчиня, олімпійська чемпіонка.

## Виступи на Олімпіадах
| Олімпіада         | Дисципліна                            | Місце |
| ----------------- | ------------------------------------- | ----- |
| Лос-Анджелес 1984 | естафета 4 × 100 вільним стилем       | 1     |
| Сеул 1988         | плавання на 100 метрів вільним стилем | 7     |
| Сеул 1988         | естафета 4 × 100 вільним стилем       | 3     |
| Сеул 1988         | комплексна естафета 4 × 100           | 2     |
| Барселона 1992    | естафета 4 × 100 вільним стилем       | 1     |
| Сідней 2000       | плавання на 50 метрів вільним стилем  | 3     |
| Сідней 2000       | плавання на 100 метрів вільним стилем | 3T    |
| Сідней 2000       | естафета 4 × 100 вільним стилем       | 1     |
| Сідней 2000       | плавання на 100 метрів, батерфляй     | 3     |
| Сідней 2000       | комплексна естафета 4 × 100           | 1     |
| Пекін 2008        | плавання на 50 метрів вільним стилем  | 2     |
| Пекін 2008        | естафета 4 × 100 вільним стилем       | 2     |
| Пекін 2008        | комплексна естафета 4 × 100           | 2     |